# Afrika-Meisterschaften im Bahnradsport 2022

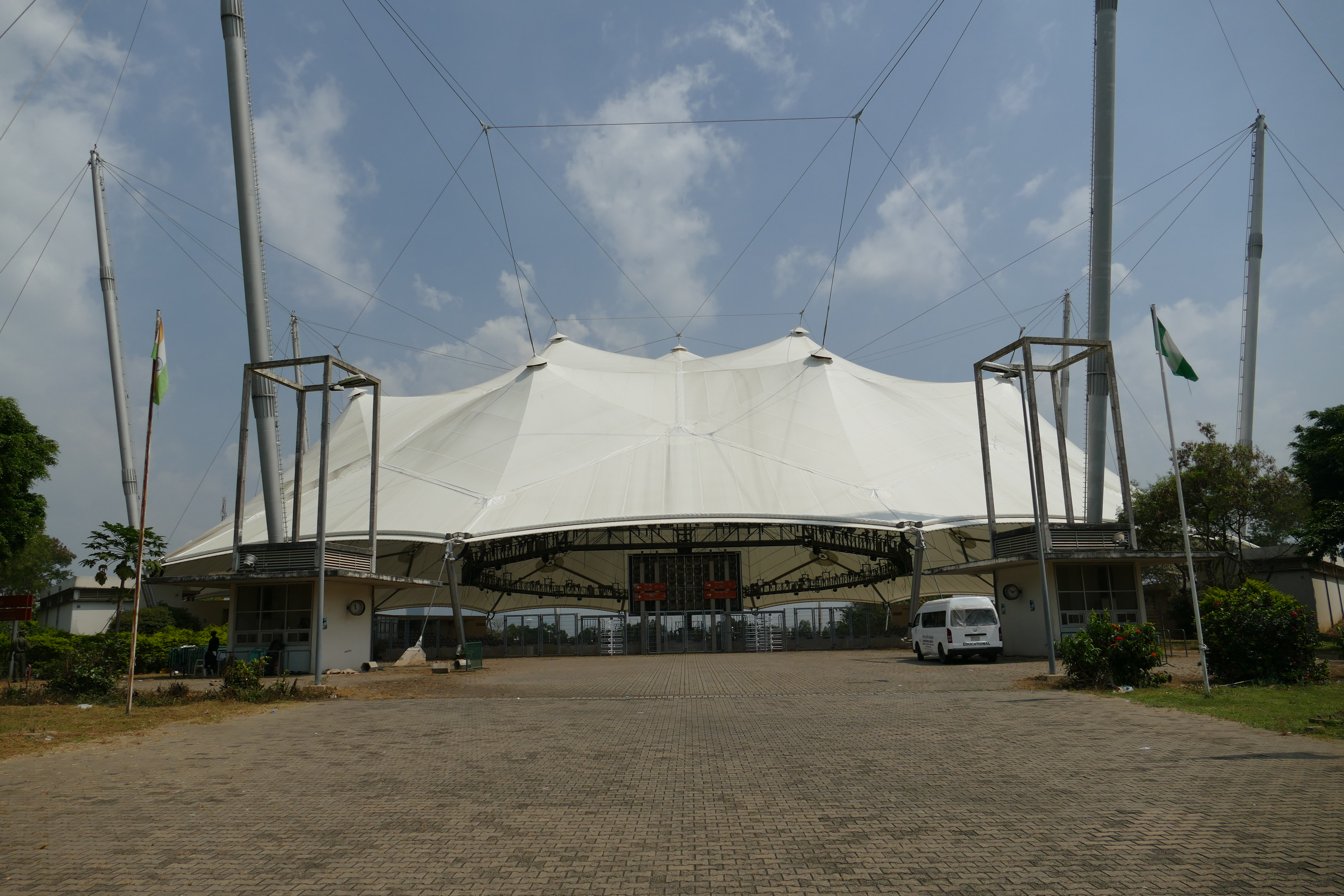
Die Sportstätte: das Abuja Velodrome

Die 8. Afrika-Meisterschaften im Bahnradsport 2022 (2022 African Continental Track Cycling Championships) fanden vom 14. bis 17. Juli in der nigerianischen Hauptstadt Abuja im Abuja Velodrome statt.

## Resultate

### Männer

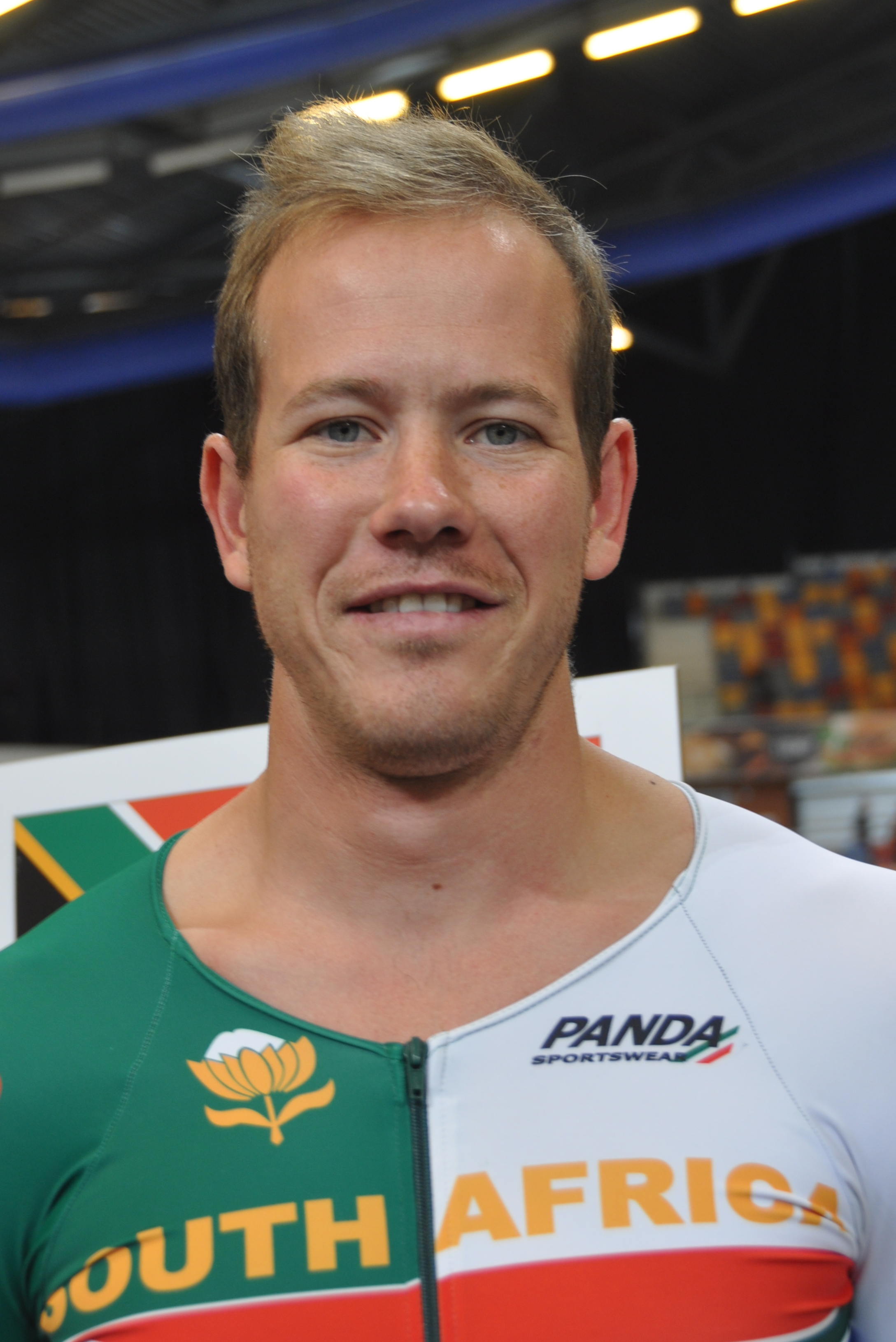
Jean Spies aus Südafrika wurde zum sechsten Mal Afrikameister im Sprint

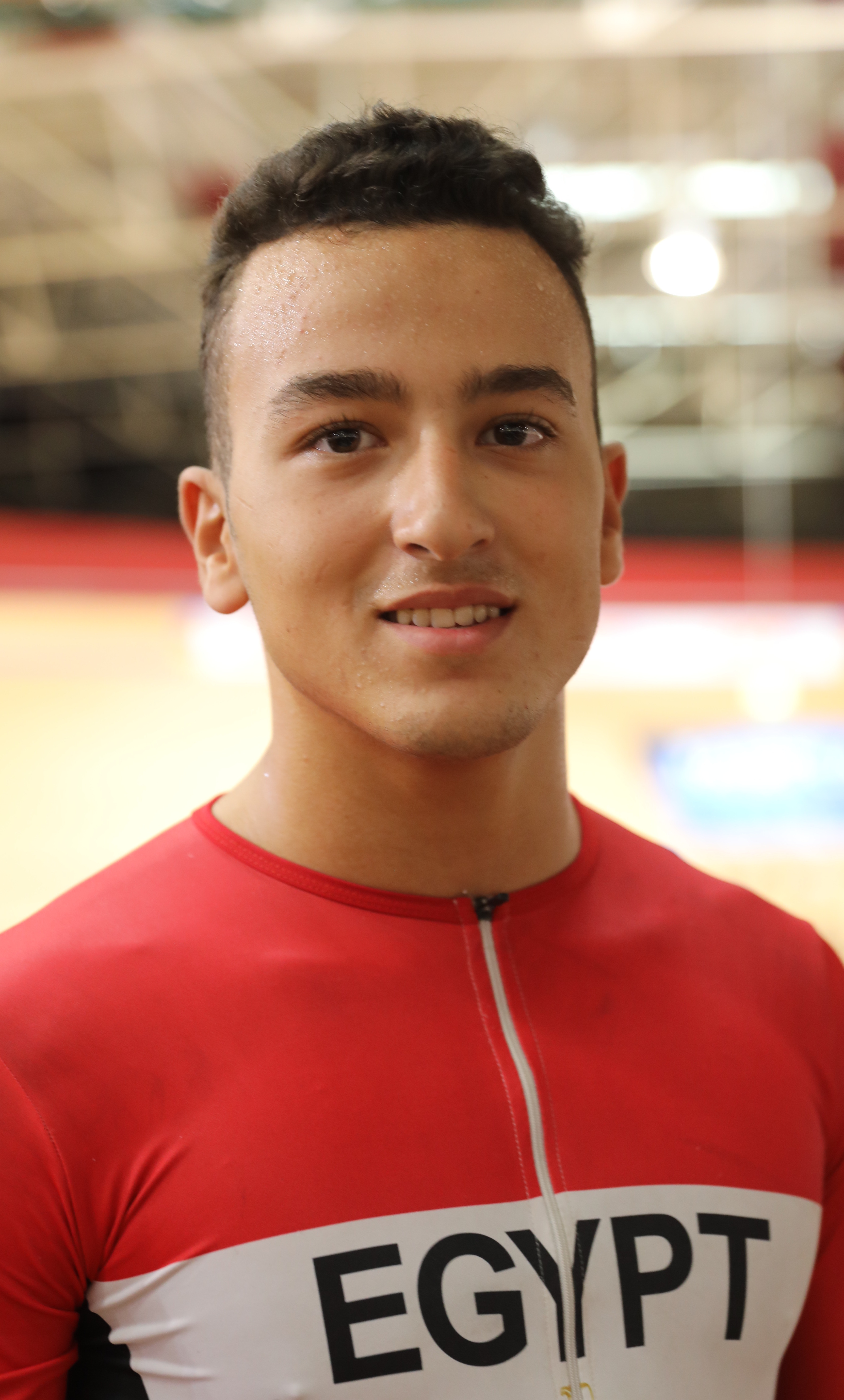
Der Ägypter Ahmed Elsenfawi wurde Afrikameister im Teamsprint und gewann drei weitere Medaillen

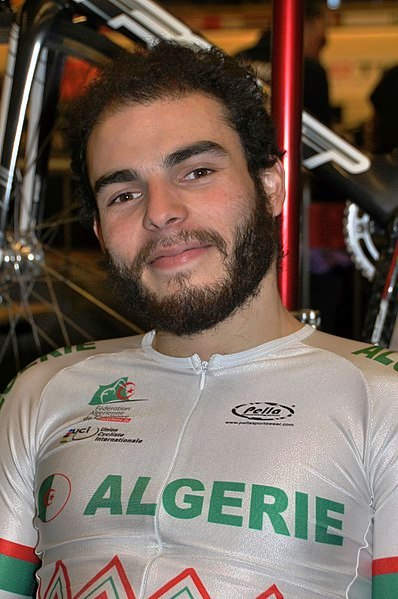
Yacine Chalel aus Algerien gewann das Punktefahren

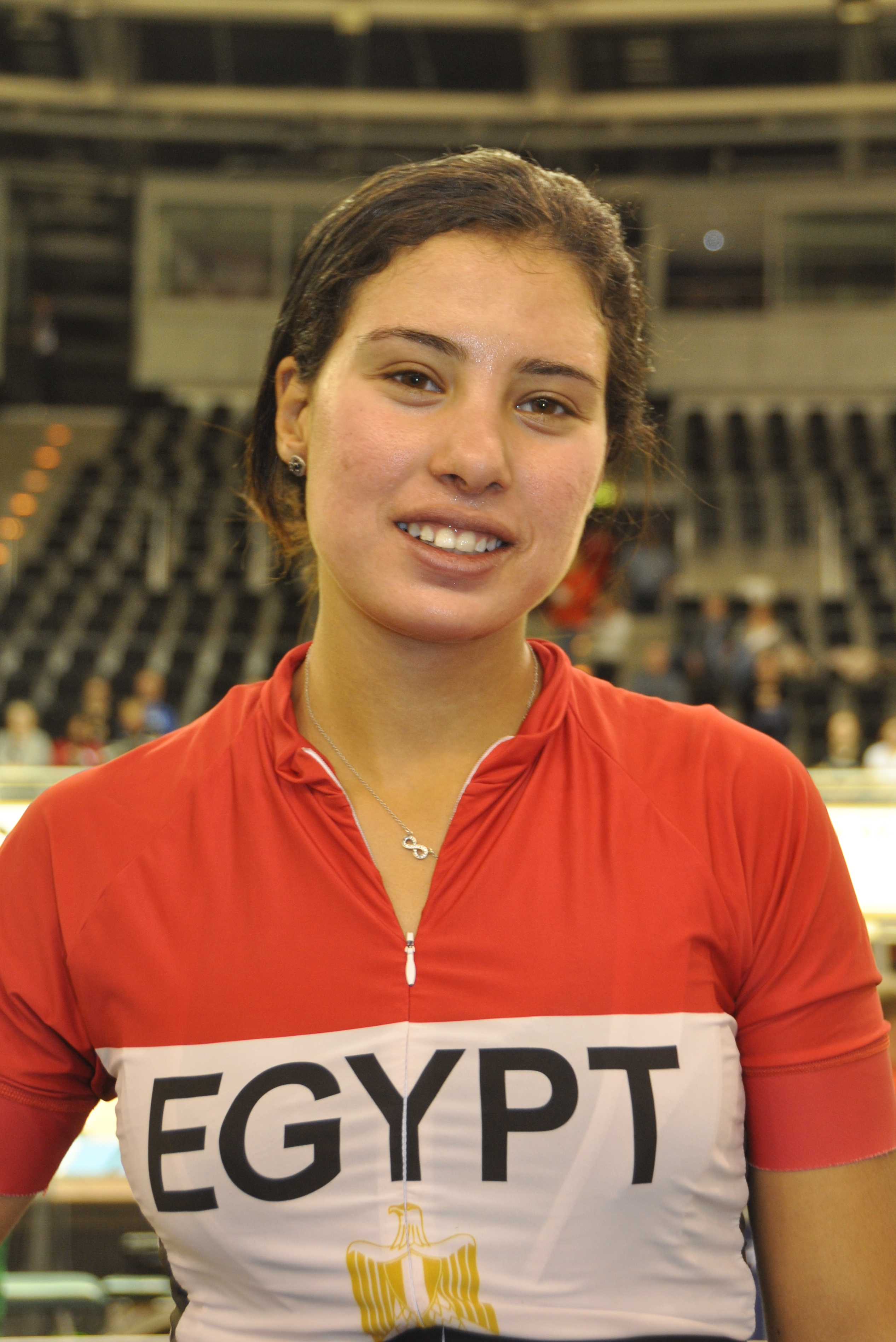
Ebtisam Zayed aus Ägypten errang vier weitere Titel als Afrikameisterin

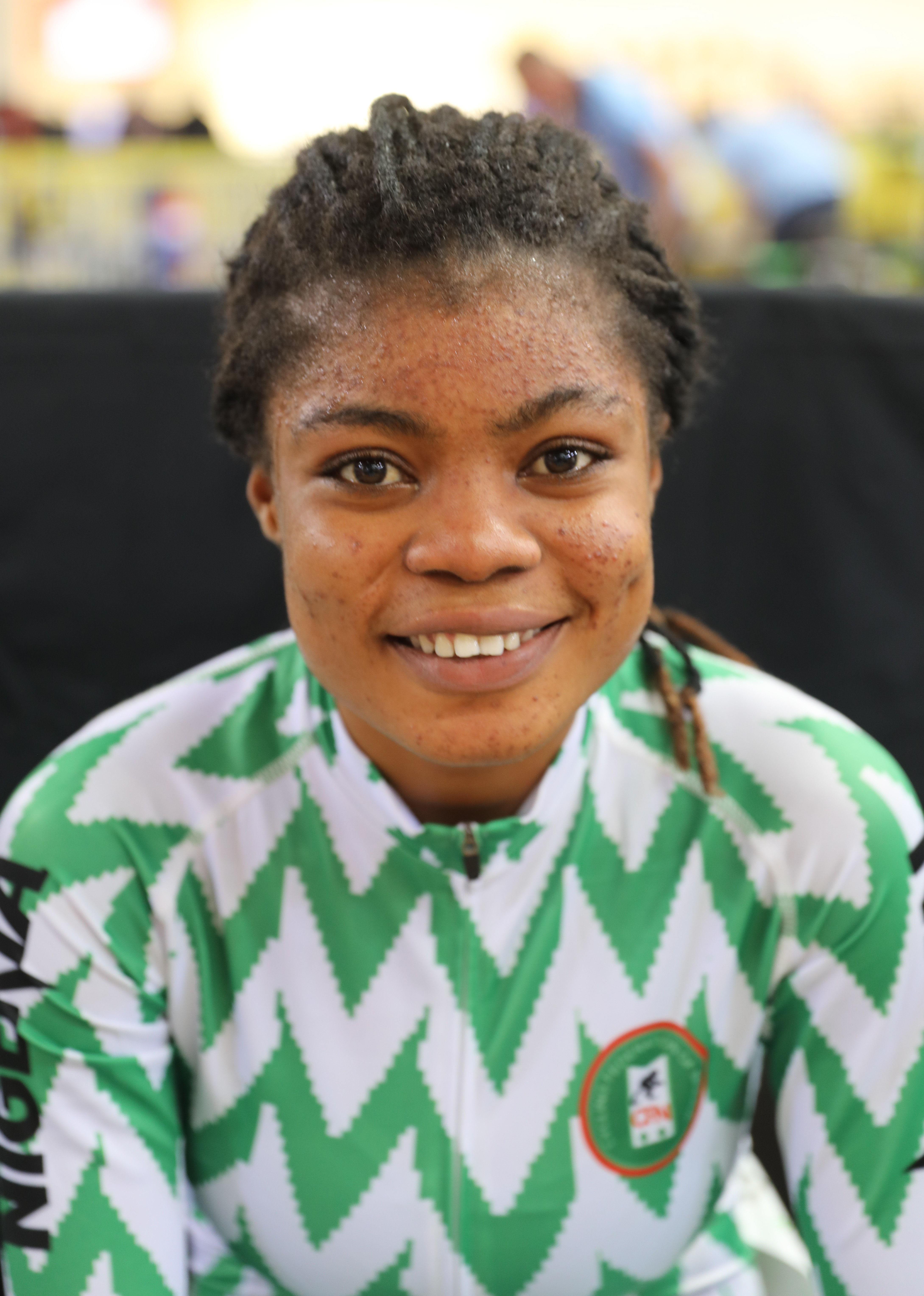
Tawakalt Yekeen war die erfolgreichste Fahrerin aus Nigeria

| Disziplin                | Platz | Land      | Name                                                                |
| ------------------------ | ----- | --------- | ------------------------------------------------------------------- |
| Sprint                   | 1     | Südafrika | Jean Spies                                                          |
|                          | 2     | Südafrika | Johannes Myburgh                                                    |
|                          | 3     | Ägypten   | Ahmed Elsenfawi                                                     |
| Keirin                   | 1     | Südafrika | Jean Spies                                                          |
|                          | 2     | Südafrika | Johannes Myburgh                                                    |
|                          | 3     | Algerien  | Mohamed Nadjib Assal                                                |
| Zeitfahren (1 km)        | 1     | Südafrika | Jean Spies                                                          |
|                          | 2     | Südafrika | Johannes Myburgh                                                    |
|                          | 3     | Ägypten   | Ahmed Elsenfawi                                                     |
| Teamsprint               | 1     | Ägypten   | Ahmed Elsenfawi Ahmed Saad Youssef Abouelhassan                     |
|                          | 2     | Algerien  | El Khacib Sassane Mohamed Nadjib Assal Zaki Boudar                  |
|                          | 3     | Südafrika | Carl Bonthuys Johannes Myburgh Jean Spies                           |
| Einerverfolgung          | 1     | Marokko   | Achraf Ed-Doghmy                                                    |
|                          | 2     | Algerien  | Lotfi Tchambaz                                                      |
|                          | 3     | Marokko   | Mohcine El Kouraji                                                  |
| Mannschaftsverfolgung    | 1     | Algerien  | Yacine Chalel El Chacib Sassane Hamza Megnouche Lotfi Tchambaz      |
|                          | 2     | Marokko   | Mounir El Azhari Achraf Ed-Doghmy Mohcine El Kouraji Youssef Bdadou |
|                          | 3     | Ägypten   | Ahmed Saad Abdalrahman Fahim Ahmed Elsenfawi Youssef Abouelhassan   |
| Scratch                  | 1     | Marokko   | Achraf Ed-Doghmy                                                    |
|                          | 2     | Südafrika | Carl Bonthuys                                                       |
|                          | 3     | Ägypten   | Abdalrahman Fahim                                                   |
| Punktefahren             | 1     | Algerien  | Yacine Chalel                                                       |
|                          | 2     | Algerien  | Hamza Megnouche                                                     |
|                          | 3     | Ägypten   | Abdalrahman Fahim                                                   |
| Ausscheidungsfahren      | 1     | Ägypten   | Youssef Abouelhassan                                                |
|                          | 2     | Ägypten   | Ahmed Saad                                                          |
|                          | 3     | Südafrika | Carl Bonthuys                                                       |
| Omnium                   | 1     | Algerien  | Hamza Megnouche                                                     |
|                          | 2     | Algerien  | Yacine Chalel                                                       |
|                          | 3     | Südafrika | Carl Bonthuys                                                       |
| Zweier-Mannschaftsfahren | 1     | Algerien  | Yacine Chalel/ Lotfi Tchambaz                                       |
|                          | 2     | Ägypten   | Ahmed Saad/ Youssef Abouelhassan                                    |
|                          | 3     | Algerien  | Zaki Boudar/ El Khacib Sassane                                      |

### Frauen
| Disziplin                | Platz | Land           | Name                                                       |
| ------------------------ | ----- | -------------- | ---------------------------------------------------------- |
| Sprint                   | 1     | Nigeria        | Tombrapa Gladys Grikpa                                     |
|                          | 2     | Nigeria        | Durogbade Adejeko                                          |
|                          | 3     | Elfenbeinküste | Minata Soro                                                |
| Keirin                   | 1     | Nigeria        | Ese Lovina Ukpeseraye                                      |
|                          | 2     | Nigeria        | Tawakalt Yekeen                                            |
|                          | 3     | Ägypten        | Hapepa Eliwa                                               |
| Zeitfahren (500 m)       | 1     | Nigeria        | Ese Ukpeseraye                                             |
|                          | 2     | Nigeria        | Grace Ayuba                                                |
|                          | 3     | Algerien       | Nesrine Houili                                             |
| Teamsprint               | 1     | Nigeria        | Ese Ukpeseraye Tawakalt Yekeen Grace Ayuba                 |
|                          | 2     |                | –                                                          |
|                          | 3     |                | –                                                          |
| Einerverfolgung          | 1     | Algerien       | Nesrine Houili                                             |
|                          | 2     | Ägypten        | Ebtisam Zayed                                              |
|                          | 3     | Südafrika      | Danielle van Niekerk                                       |
|                          |       |                |                                                            |
| Mannschaftsverfolgung    | 1     | Nigeria        | Ese Ukpeseraye Tawakalt Yekeen Treasure Coxson Mary Samuel |
|                          | 2     |                | –                                                          |
|                          | 3     |                | –                                                          |
| Scratch                  | 1     | Ägypten        | Ebtisam Zayed                                              |
|                          | 2     | Südafrika      | Chanté Olivier                                             |
|                          | 3     | Südafrika      | Danielle van Niekerk                                       |
| Punktefahren             | 1     | Ägypten        | Ebtisam Zayed                                              |
|                          | 2     | Nigeria        | Treasure Coxson                                            |
|                          | 3     | Algerien       | Nesrine Houili                                             |
| Omnium                   | 1     | Ägypten        | Ebtisam Zayed                                              |
|                          | 2     | Südafrika      | Danielle van Niekerk                                       |
|                          | 3     | Ägypten        | Hapepa Eliwa                                               |
| Ausscheidungsfahren      | 1     | Ägypten        | Ebtisam Zayed                                              |
|                          | 2     | Algerien       | Nesrine Houili                                             |
|                          | 3     | Südafrika      | Chante Olivier                                             |
| Zweier-Mannschaftsfahren | 1     | Ägypten        | Ebtisam Zayed/ Hapepa Eliwa                                |
|                          | 2     | Nigeria        | Tawakalt Yekeen/ Ese Ukpeseraye                            |
|                          | 3     |                | –                                                          |

## Medaillenspiegel
| Rang  | Land           | Gold | Silber | Bronze | Gesamt |
| ----- | -------------- | ---- | ------ | ------ | ------ |
| 1     | Ägypten        | 7    | 3      | 7      | 17     |
| 2     | Algerien       | 5    | 5      | 4      | 14     |
| 3     | Nigeria        | 5    | 5      | 0      | 10     |
| 4     | Südafrika      | 3    | 6      | 6      | 15     |
| 5     | Marokko        | 2    | 1      | 1      | 4      |
| 6     | Elfenbeinküste | 0    | 0      | 1      | 2      |
| Total | Total          | 22   | 20     | 19     | 61     |